# Emma Hamilton

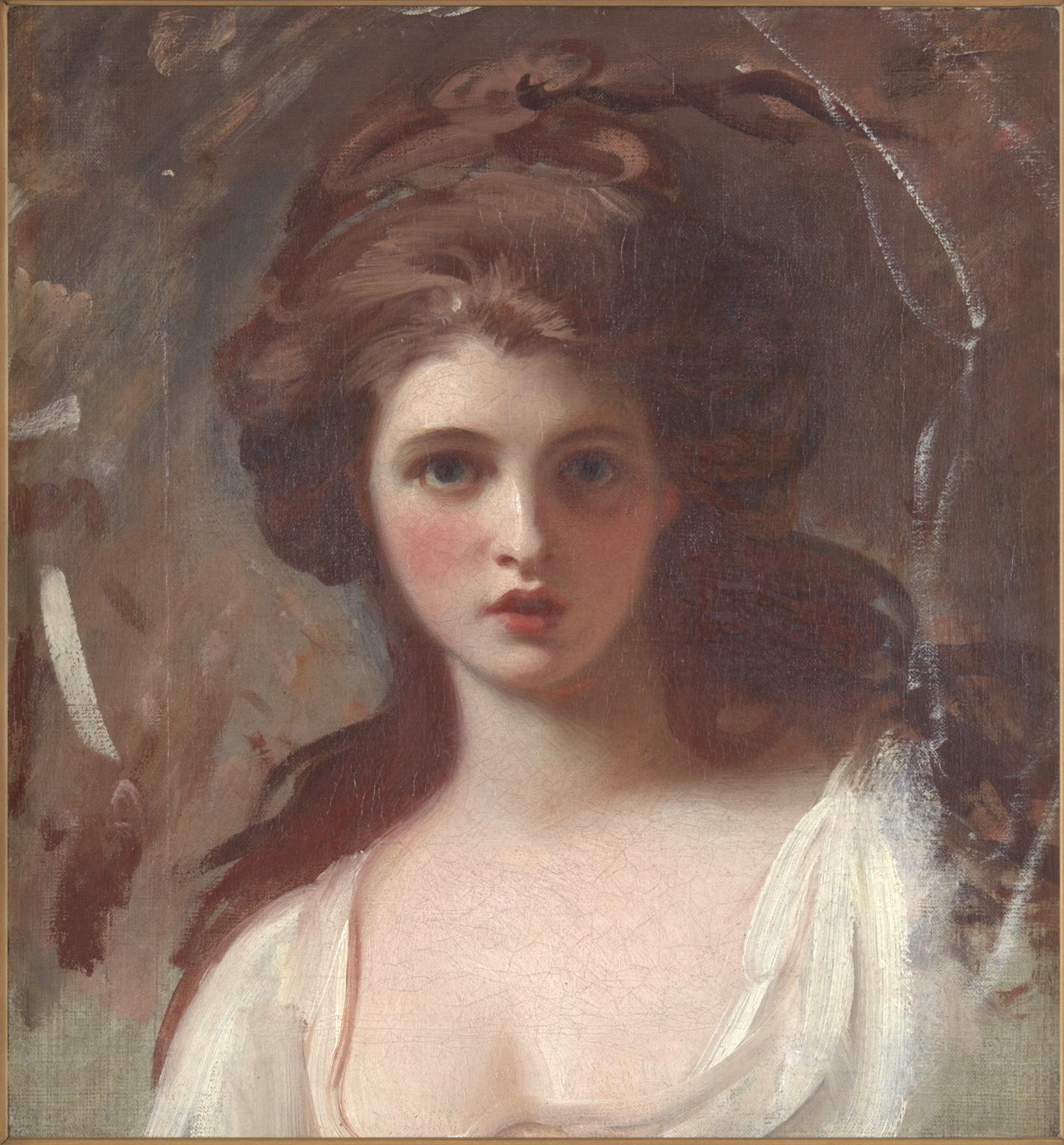
Retrat d'Emma Hamilton, obra de George Romney.

Lady Emma Hamilton (1761-1815) fou una cortesana anglesa famosa per ser la darrera amant de l'almirall britànic Horatio Nelson. També fou actriu, model i ballarina.

## Biografia
Va néixer a Neston, Cheshire (Anglaterra) el 1761, com a Amy Lyon. Era filla del ferrer Henry Lyon, que va morir quan ella era molt petita. Fou criada per la seva mare, Mary Kidd, a Hawarden, al nord-oest de Gal·les, però per manca de fortuna familiar no va poder rebre una bona educació. Amb el temps, Amy Lyon es va canviar el nom pel d'Emma Hart.
Als dotze anys va entrar a treballar, com a serventa, a casa del doctor Honorat Leigh Thomas, un cirurgià de Hawarden que treballava a Chester. Més endavant, va deixar aquesta feina i va viatjar a Londres per començar a treballar per a la família Budd, a Chatham, Blackfriars.
En aquesta nova feina va conèixer la serventa Jane Powell, que volia ser actriu, i a partir de llavors ambdues van començar les seves incursions en el món del teatre, on van conèixer molta gent i van gaudir de les nits de la capital britànica, però les seves excursions per la grollera vida nocturna de Londres i, en particular, les seves probables relacions amoroses amb homes joves, aviat va decidir a Mrs Budd a acomiadar-les.
L'Emma va tornar amb la seva mare, que en aquella època vivia en una pobresa relativa a prop d'Oxford Street. Moguda per l'entusiame de Jane pel teatre, l'Emma va començar a treballar al teatre Drury Lane, a Covent Garden, com a assistenta de diverses actrius, entre elles Mary Robinson (poetessa). Tanmateix, com que no pagava gaire, augmentava els seus ingressos treballant a Drury Lane com a prostituta. Aviat va aconseguir una feina en una taverna bordell, on va esdevenir artista de strip-tease, una representació que incloïa mantenir-se en actituds indecents davant dels espectadors.
En aquesta època, l'Emma també va començar a posar per als artistes Sir Joshua Reynolds i George Romney, que van pintar centenars de retrats de l'Emma, principalment Romney.
Sota el patronat de Sir Joshua Reynolds, com que la Royal Academy tenia una gran dificultat per trobar models, ja que era una feina mal considerada, va aconseguir aquest treball.
El següent treball de l'Emma va ser com a model i ballarina a la "Deessa de la salut" (també conegut com el "Temple de la salut") de James Graham, un curandero escocès. La principal atracció de l'establiment era un llit a través del qual hi passava l'electricitat i proporcionava als parroquians que pagaven per provar-ho una lleugera sacsejada. Suposadament, això ajudava a la concepció, i moltes parelles infèrtils pagaven un preu força alt per provar-ho. Un dels clients (més per plaer que per necessitats curatives) va ser el jove Príncep de Gal·les, de divuit anys, que més endavant esdevindria Jordi IV, que va provar el llit amb la seva amant, Mary Robinson. A causa d'aquesta coneixença, l'Emma va entrar al cercle d'amics de l'hereu al tron i va establir amistat amb molts homes de l'aristocràcia britànica.
L'Emma es va enamorar de Charles Francis Grenville (1749-1809), segon fill del primer comte de Warwick, però la relació no va prosperar perquè el comte necessitava casar-se amb una dama que gaudís d'un patrimoni superior al seu, ja que tenia greus problemes econòmics per arranjar, i el matrimoni amb l'Emma li hauria significat un greu inconvenient. Tanmateix, com que l'amor que sentia per l'Emma era molt gran, va proposar al seu oncle, Sir William Hamilton, un home molt ric que vivia a Nàpols, que es casés amb la seva amant i així poder continuar, secretament, les seves relacions. Seguidament, va demanar a la jove Emma que acceptés el matrimoni amb el seu oncle ancià, a la qual cosa la jove va accedir.
Així doncs, durant unes vacances acompanyant Grenville, l'Emma va conèixer el que seria el seu espòs, i la jove va plaure tant a l'oncle del seu amant que de seguida van organitzar el casori pel dia 6 de setembre de 1791 a l'església de St. Jordi de Londres.

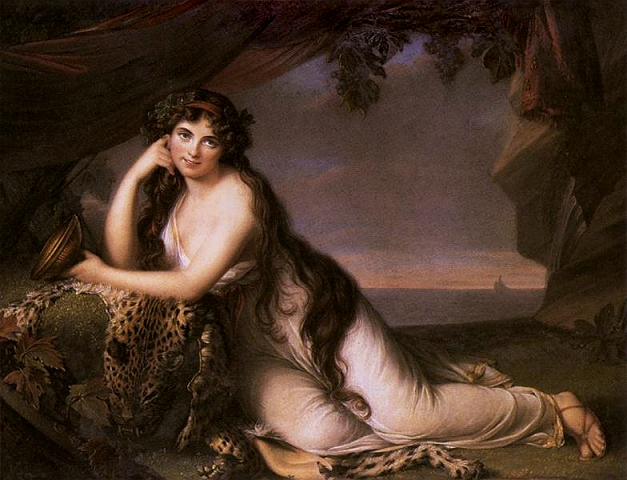
Retrat d'Emma Hamilton representant Ariadna, obra d'Elisabeth Vigée-Lebrun.

El matrimoni es va traslladar a viure a Nàpols, on la jove esposa no va trigar gaire a fer-se íntima amiga de la reina Maria Carolina, esposa de Ferran I de Nàpols. Entre les moltes aptituds artístiques de la nova Lady Hamilton hi havia la de fer de modista, de manera que li van encarregar confeccionar el vestuari de molts actors de la cort napolitana. Després de la batalla del Nil, a Egipte, el 1798, el fillastre d'Emma, acompanyat d'Horatio Nelson, va visitar els Hamilton a Nàpols, i l'Emma i l'almirall es van enamorar durant aquesta estada en terres napolitanes.
El 12 d'octubre de 1799, l'almirall Nelson va arribar al port de Maó (Menorca) i, possiblement, va ser durant aquesta curta estada a l'illa que va demanar que es construís una casa per a la seva amant, Lady Hamilton. Cal dir, però, que hi ha poques referències escrites que Nelson visités Menorca i no hi ha cap documentació fidedigne que especifiqui la visita de Nelson i Lady Hamilton a Menorca.
Emma i Nelson van mantenir relacions íntimes malgrat Sir Hamilton n'estava al corrent, sense, això no obstant, voler-hi interferir. L'Emma va dur al món la primera filla de Nelson, a Londres, el 31 de gener de 1801, i la va anomenar Horatia. Sir William Hamilton va morir el 1803, quan l'Emma ja esperava el seu segon fill i de l'almirall, si bé la nena que va néixer va morir poques setmanes després, a principis de 1804. Les fugides constants de l'almirall Nelson de la llar van dificultar les relacions entre els dos amants, ja que la soledat desesperava Lady Hamilton.
L'almirall Nelson va morir al sud d'Espanya el 1805, durant una batalla naval. De la petita pensió que l'Emma va rebre com a herència del seu espòs, va poder sobreviure un temps, malgrat va gastar molts diners en jocs d'atzar.
Tota l'herència de Nelson va passar al seu germà, que va ignorar completament la part que li pertocava a l'Emma Hamilton i la seva filla Horacia.
A causa dels nombrosos deutes creats pel joc i les despeses sense fre de Lady Hamilton, va passar un any de presó. Després, fugint dels seus creditors, va viatjar a França amb la seva filla i s'hi va establir fins a la seva mort. Entregada a la beguda, a causa d'una insuficiència hepàtica, va morir molt pobre a Calais, el 15 de gener de 1815.